# 日守新一
日守 新一（ひもり しんいち、1907年（明治40年）1月10日 - 1959年（昭和34年）9月12日）は戦前、戦中、戦後と主に松竹映画で活躍した日本の俳優。本名：守山 一雄（もりやま かずお）。

## 略歴・人物
東京生まれ。神田の錦華尋常小学校を卒業後は、病弱の為に自宅で療養する。のちに文学を志し、武者小路実篤の陶酔を受けたといわれる。
1924年（大正13年）、松竹蒲田撮影所に入社、大部屋俳優をへて、1929年の小津安二郎の『大学は出たけれど』で初めて重要な役を貰ってからは小津に認められて、主役ないしは準主役として活躍。また、五所平之助の日本初のトーキー映画『マダムと女房』にも出演している。1931年には準幹部に昇進、1936年、小津の『一人息子』に母親に東京での貧しい生活を隠す若者役で主演。戦中・戦後も松竹映画には欠かせない名バイプレイヤーとして多くの映画に出演し、特に生活に疲れて、どこか覇気が無いサラリーマンを演じさせたら右に出るものはいなかった。1952年に黒澤明の『生きる』で志村喬の部下である市役所の市民課職員役で出演、脇ながらも重要な役柄だった。その後も多くの喜劇やメロドラマに出演し活躍した。
1959年9月12日午前7時、心臓麻痺のため、神奈川県鎌倉市の自宅で急逝。松竹は河村黎吉についで戦後2度目の社葬を営んだ。また友人でも逢った監督の吉村公三郎は自著の中で「知的でとぼけた味があり、話術が巧みな俳優だったが、喘息が持病で結局はこの病気で亡くなった。惜しまれた名優の一人である」と綴っている。

## 出演作品

### 映画
- 乃木大将伝（1925年、松竹） - 渡辺中尉
- お坊ちゃん（1926年、松竹） - 支那博士
- 学生ロマンス 若き日（1929年、松竹） - スキー部主将・畑本
- 浮草娘旅風俗（1929年、松竹） - 薬行商人・清吉
- 大学は出たけれど（1929年、松竹） - 洋服屋
- 若者よなぜ泣くか（1930年、松竹） - 新聞記者
- マダムと女房（1931年、松竹） - 見知らぬ男
- 金色夜叉（1932年、松竹） - 浜作の主人
- 忠臣蔵（1932年、松竹） - 幇間狸六
- 君と別れて（1933年、松竹） - 客
- 僕の丸髷（1933年、松竹） - 社員小山
- 大学の若旦那（1933年、松竹） - ラグビー選手三宅
- 女学生と与太者（1933年、松竹） - 近藤の秘書
- 大学の若旦那・武勇伝（1934年、松竹） - 友人・落合
- 限りなき鋪道（1934年、松竹） - 山村真吉
- 若旦那 春爛漫（1935年、松竹） - 学生
- 春琴抄 お琴と佐助（1935年、松竹） - 幇間
- 花婿の寝言（1935年、松竹）
- 若旦那 百万石（1936年、松竹） - 味噌店の若旦那・平太郎
- 家族会議（1936年、松竹） - 番頭
- 一人息子（1936年、松竹） - 野々宮良助
- 金色夜叉（1937年、松竹） - 実業家
- 花形選手（1937年、松竹） - 森
- 浅草の灯（1937年、松竹） - 太公
- 按摩と女（1938年、松竹） - 三沢福市
- 子供の四季 春夏の巻（1939年、松竹） - 俊一
- 子供の四季 秋冬の巻（1939年、松竹） - 俊一
- 南風（1939年、松竹） - 人事課長
- 花のある雑草（1939年、松竹） - 秋山先生
- 五人の兄妹（1939年、松竹） - 次男要二
- 新しき家族（1939年、松竹） - 秋山
- 暖流（1939年、松竹） - 絲田
- 信子（1940年、松竹） - 泥棒
- 歌女おぼえ書（1941年、松竹） - 医者
- 暁の合唱（1941年、松竹） - 萩村運転手
- 簪（1941年、松竹）- 広安
- 父ありき（1942年、松竹） - 内田実
- 男の意氣（1942年、松竹） - 久どん
- 歓呼の町（1944年、松竹） - 印刷屋
- 待ちぼうけの女（1946年、松竹） - 杉原市郎次
- 象を喰った連中（1947年、松竹）
- 深夜の市長（1947年、松竹） - 銀行員
- 安城家の舞踏会（1947年、松竹） - 由利武彦
- 懐しのブルース（1948年、松竹） - 小田切進
- 踊る龍宮城（1949年、松竹）- 町長多井氏
- 小原庄助さん（1949年、新東宝） - 吉田次郎正
- 帰郷（1950年、松竹） - 小野崎公平
- 醜聞（1950年、松竹） - 編集員朝井
- 女優と名探偵（1950年、松竹） - 探偵
- 生きる（1952年、東宝） - 木村
- カルメン純情す（1952年、松竹） - 野村
- 日本の悲劇（1953年、松竹） - 一造
- 君の名は 第2部（1953年、松竹） - 仁科
- 家族会議 東京篇・大阪篇（1954年、松竹） - 尾上惣八
- この広い空のどこかに（1954年、松竹） - 今井
- 陽のあたる家（1954年、松竹） - 山田徳二
- 千万長者の恋人より　踊る摩天楼（1956年、松竹） - 爺や＝五十嵐半太夫
- ボロ家の春秋（1958年、松竹） - 古畑団長
- オンボロ人生（1958年、松竹） - 御前
- 三人姉妹（1959年、松竹） - 父・京太